# El color del paraíso
El color del paraíso es una película iraní dirigida por Majid Majidi en 1999. Relata el conflicto entre un padre viudo que quiere rehacer su vida y un hijo ciego que supone un obstáculo para sus planes. 

## Los Personajes
- Mohsen Ramezani como Mohammad: Se trata de un niño ciego de unos 8 años. Es un niño de una fuerte sensibilidad. Ya en las primeras escenas se nos muestra su capacidad de recoger recuerdos que luego se convertirán en regalos. Le vemos atento a la naturaleza, feliz con el cariño de su abuela y sus hermanas. Pero vive su ceguera con profundo sufrimiento en la medida que es rechazado como una maldición por su padre.

- Hosein Mahyub como el padre: Es un hombre perdido. Vive en el egoísmo de su propio camino y ha olvidado de todo y todos los demás. La carbonera donde trabaja es un signo de su propio interior.

- Salime Feizi como la abuela: Es el gran personaje de referencia para Mohammad. La vemos cogiéndolo en su llegada, besándolo y acariciándolo. Hay un momento en que le dice “Yo daría mi vida por ti, Mohammmad”. Vive en la naturaleza y el trabajo puede ser una contemplación como dar de comer a las gallinas o preparar el tinte para la lana. Es la referencia de la familia y entiende con lucidez lo que le pasa a su hijo: “Lo haces por él (Mahammad) o lo haces por ti” (cuando quiere llevarlo fuera de casa) ”Eres tu el que me preocupas” (cuando está enferma).

- Los Maestros: El primero le conoce, le ayuda y le ha ofrecido claves para afrontar su situación. El segundo compartiendo la ceguera, en el aprendizaje de la carpintería le enseña como enfrentar la vida.

- Las hermanas: Son alegres, cariñosas con Mohammad pero incapaces de enfrentarse al padre que les somete a sus planes.[1]

## El sentimiento de marginación de Mohammad
"Nadie me quiere ¿sabe? Ni siquiera mi abuela. Todo el mundo se aleja de mí porque soy ciego. Si pudiera ver podría ir a la escuela del pueblo con los otros niños. Pero como no puedo ver tengo que ir a la escuela para niños ciegos en el otro extremo del mundo. Nuestro profesor dijo que Dios ama a los ciegos porque no pueden ver y yo le dije que si fuera así no nos habría hecho ciegos, para que pudiéramos verlo a él. El me contestó, Dios no es visible está en todas partes, puedes sentirlo cerca, lo ves a través de la punta de los dedos. Ahora tiendo las manos por todas partes buscando a Dios hasta que pueda tocarlo y pueda contarle todos los secretos de mi corazón"

## Premios
- Ganadora del Gran Premio en el festivales de Montreal y de Fajr

- Premio especial del Jurado en el Festival de Gijón en 1999
- Nominación al premio a Mejor Película Extranjera para la edición de 1999 de los premios de la Academia
- Formó parte de la Selección Oficial delos festivales de Berlín, Toronto y New York

## Curiosidades
El único actor profesional de la película es Hossein Mahjoub